# 大島神社 (尼崎市)

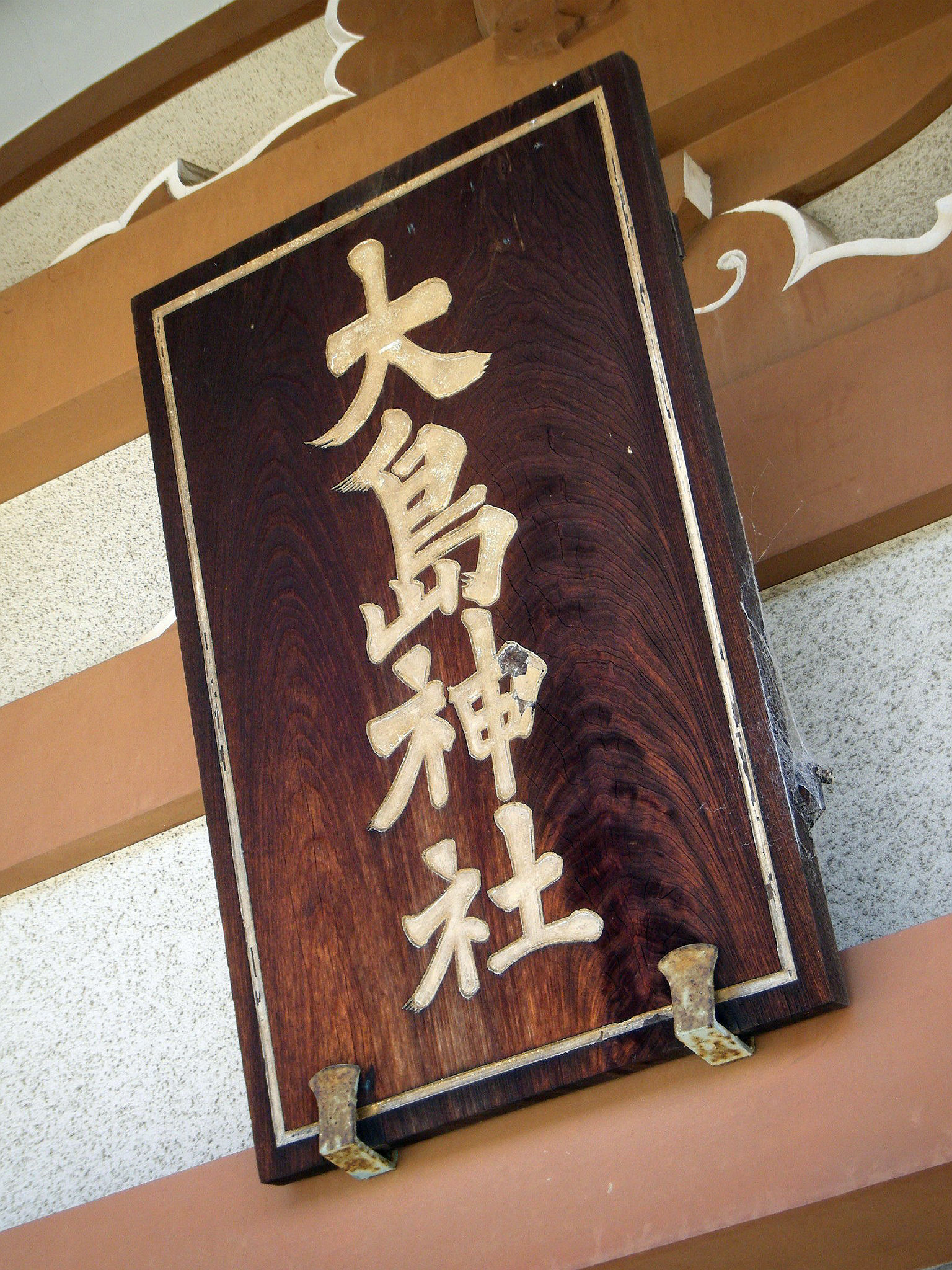
社殿・扁額

大島神社（おおしまじんじゃ）は、兵庫県尼崎市にある神社。大庄地区（旧大庄村）内における、地域住民の氏神として信仰されている。

## 歴史
創建時期は不詳。1733年（享保18年）に編纂された摂津志には、荘園の一つである大島荘（おおしまのしょう）の今北、東大島、西大島等の氏神として、「大島神祠」の社号が記録されている。
社号については、祭神が須佐男神であることから「須佐男社」、また須佐男神と牛頭天王の混合信仰が流行した江戸時代には「牛頭天王社」と呼ばれていた時期もある。

### 年表
- 1674年（延宝2年）2月 - 社殿建替え
- 1969年（昭和44年）5月10日 - 明治維新百年記念事業に伴う社殿再建
- 2008年（平成20年）10月 - 大阪府東大阪市宝持地区の地車を譲り受け、大島地車として例祭に巡行

## 祭神
- 社殿 主祭神：素盞嗚命 配神：市杵島姫命、応神天皇、天照大神、天津児屋根命、底筒男命、蛭子命
- 稲荷社 稲荷神

## 祭事
毎年10月11日より13日まで秋の例祭が開催されている。保存会が所有する地車「大島太鼓」と、子供用の「大島地車」が氏子区域内を巡行し、13日には神社境内にて大島太鼓が担がれる。

## 境内

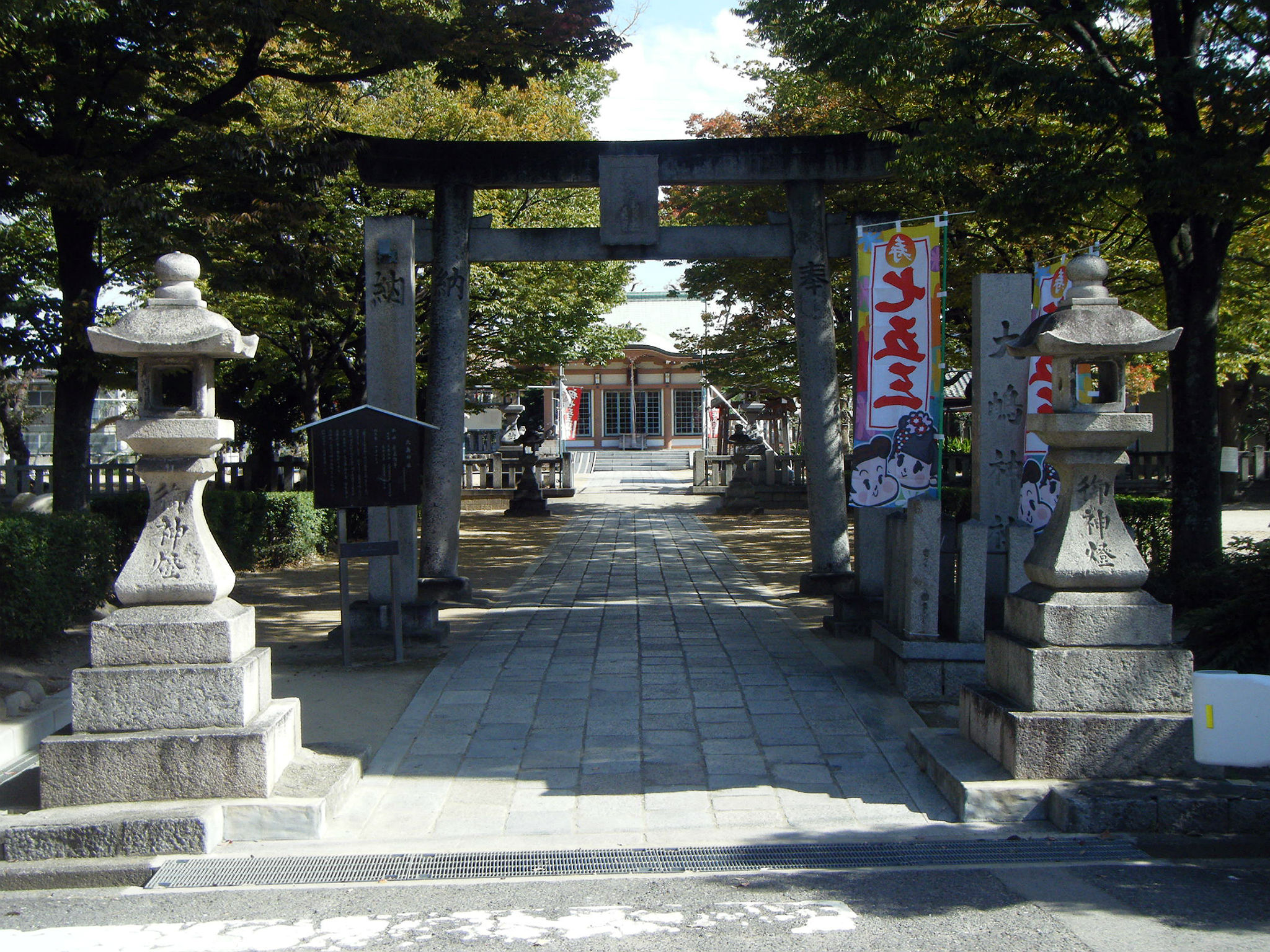
西側入口

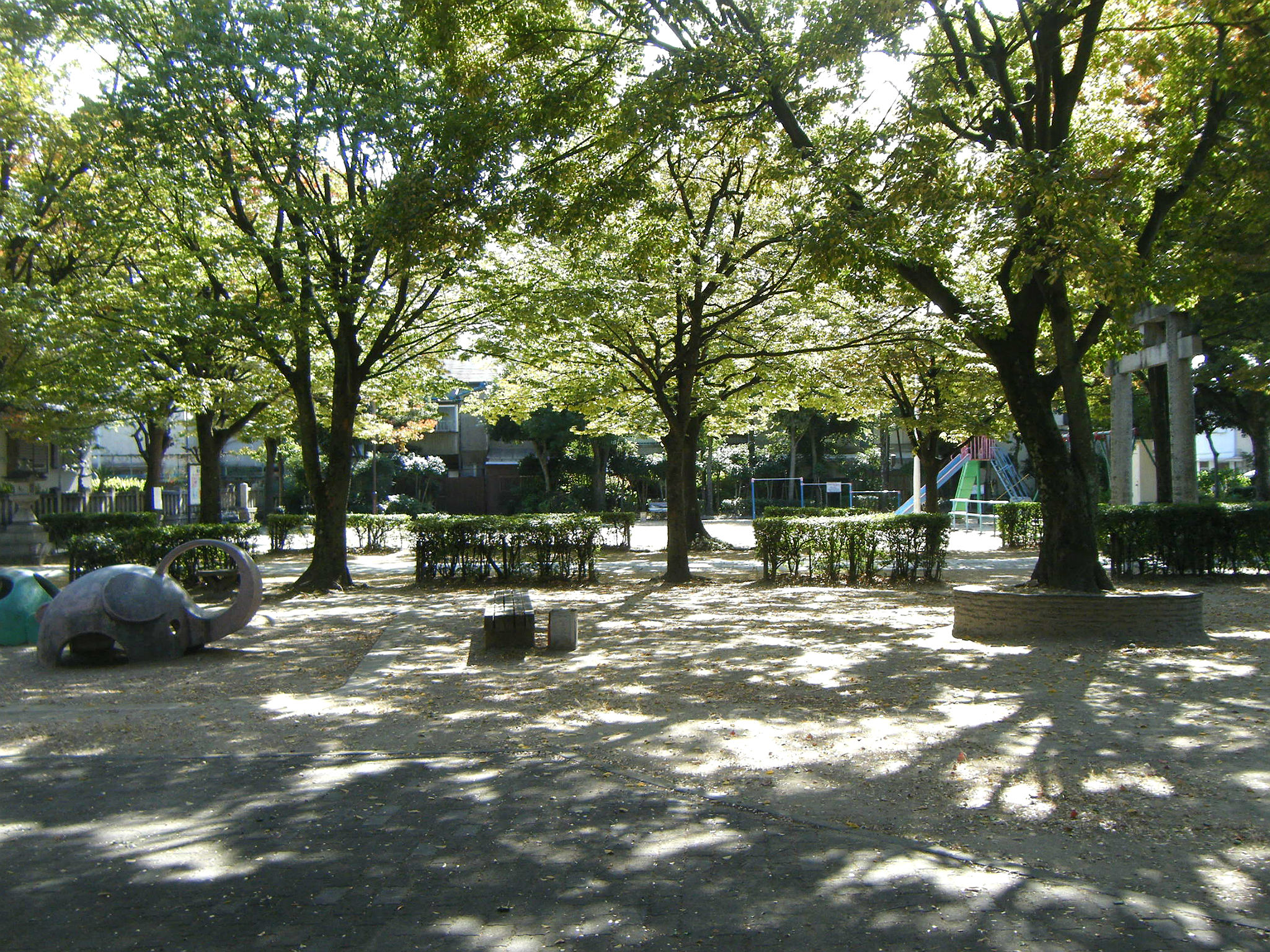
境内・東大島公園

社地の東側に社殿が、西端入口に鳥居が鎮座する。西半分は尼崎市の管理する東大島公園となっている。鳥居の南側には道路上まで延びるクスノキが生えていたが、切株のみが残されている。
社殿
1969年（昭和44年）、明治維新百年記念事業として再建された。正面は西向きに建てられているが、これは氏子区域の東端に位置していることの他に、明治初めごろまで「あばれ川」「人喰い川」等と恐れられた武庫川の氾濫を防ぐ「西向きの鎮守さま」として崇拝されてきたという説もある。
狛犬
社殿前にある阿吽の1対は1756年（宝暦6年）建立。手前には、再建された社殿と同じく1969年（昭和44年）に建立された狛犬がもう1対ある。

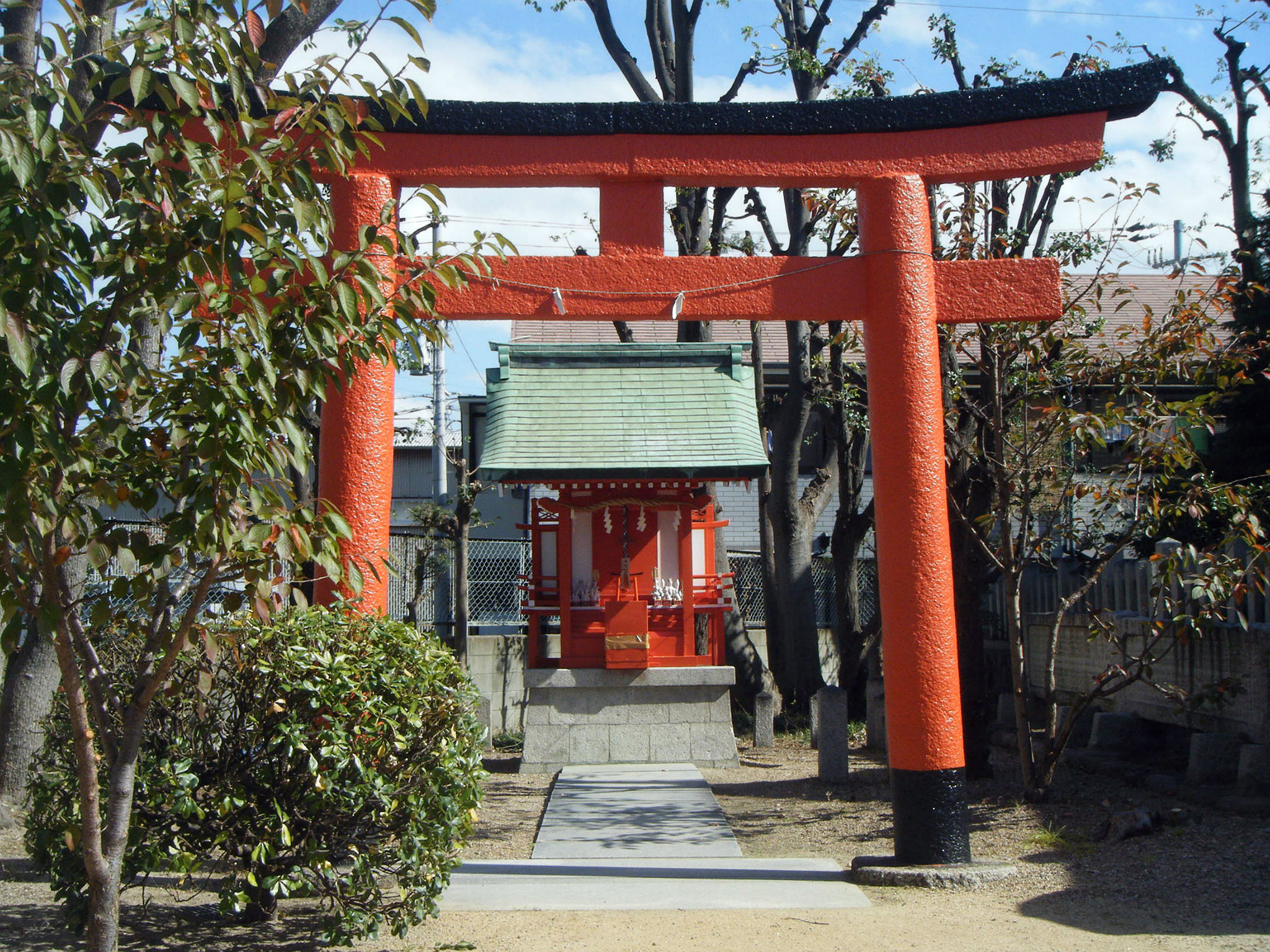
稲荷社
社殿の北隣に位置し、稲荷神を祀る朱塗りの祠。手前には元禄時代に建てられた明神鳥居がある。

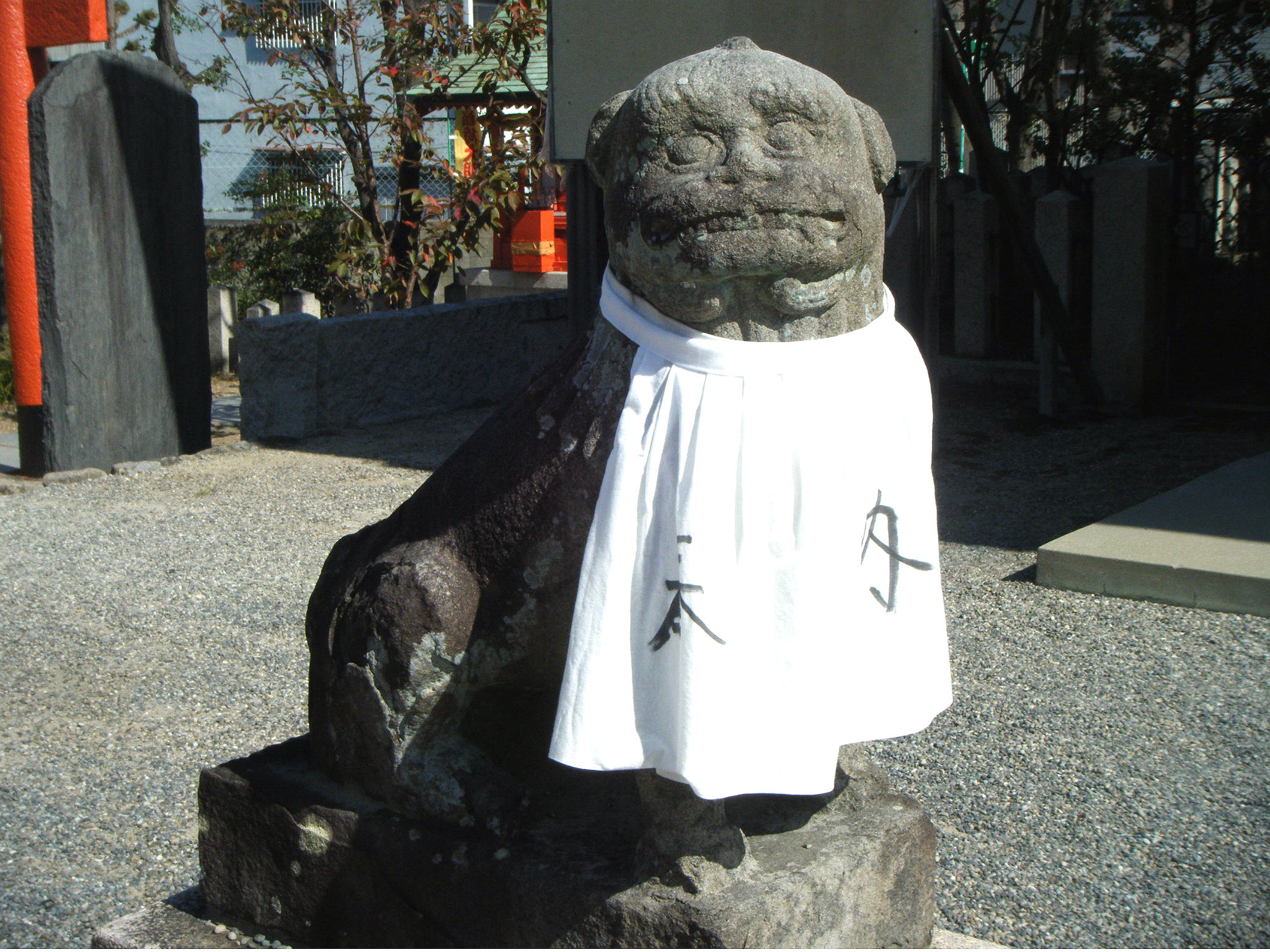
狛犬・吽形
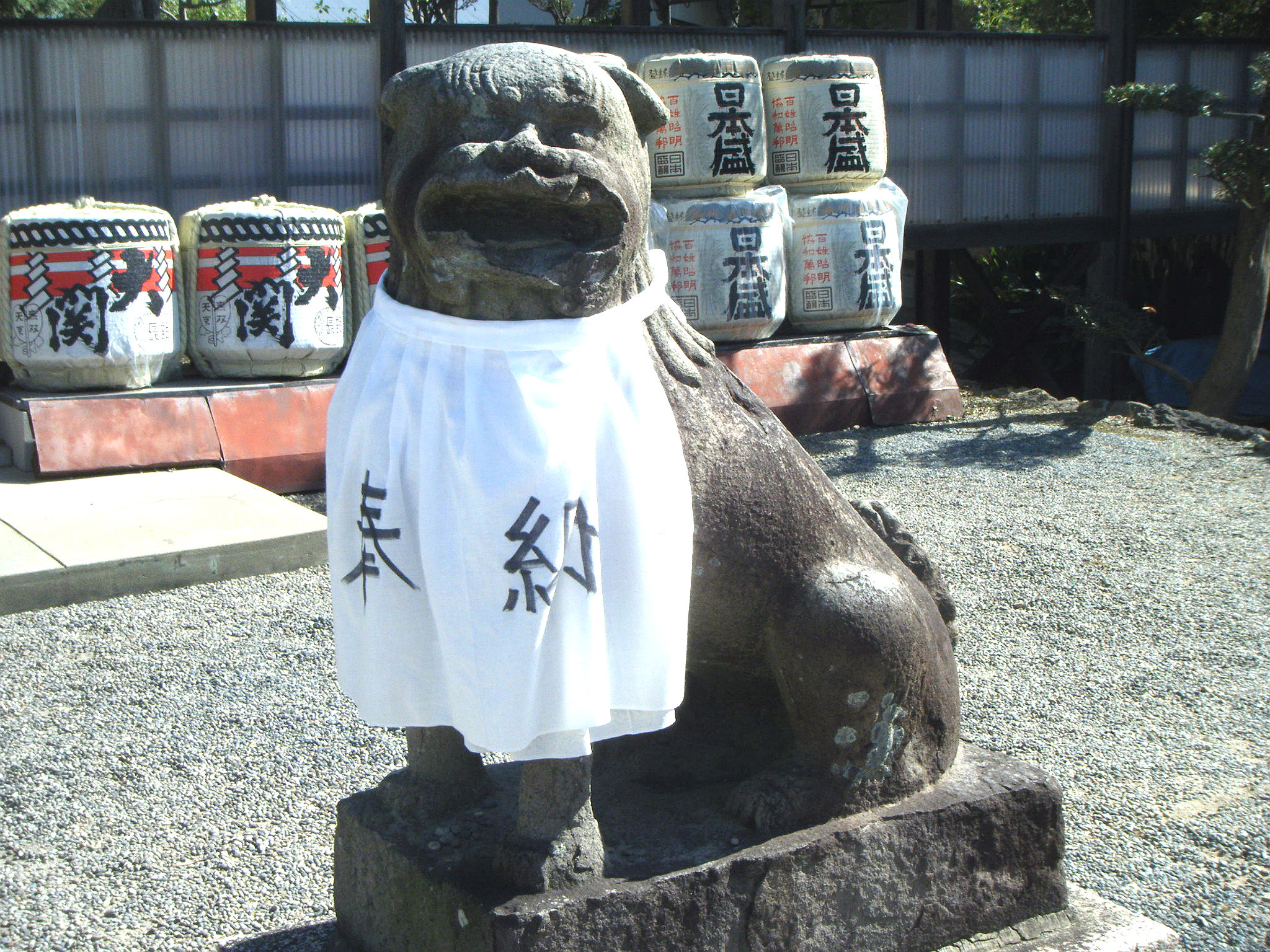
狛犬・阿形　前述の吽形と共に1756年（宝暦6年）建立のもの。
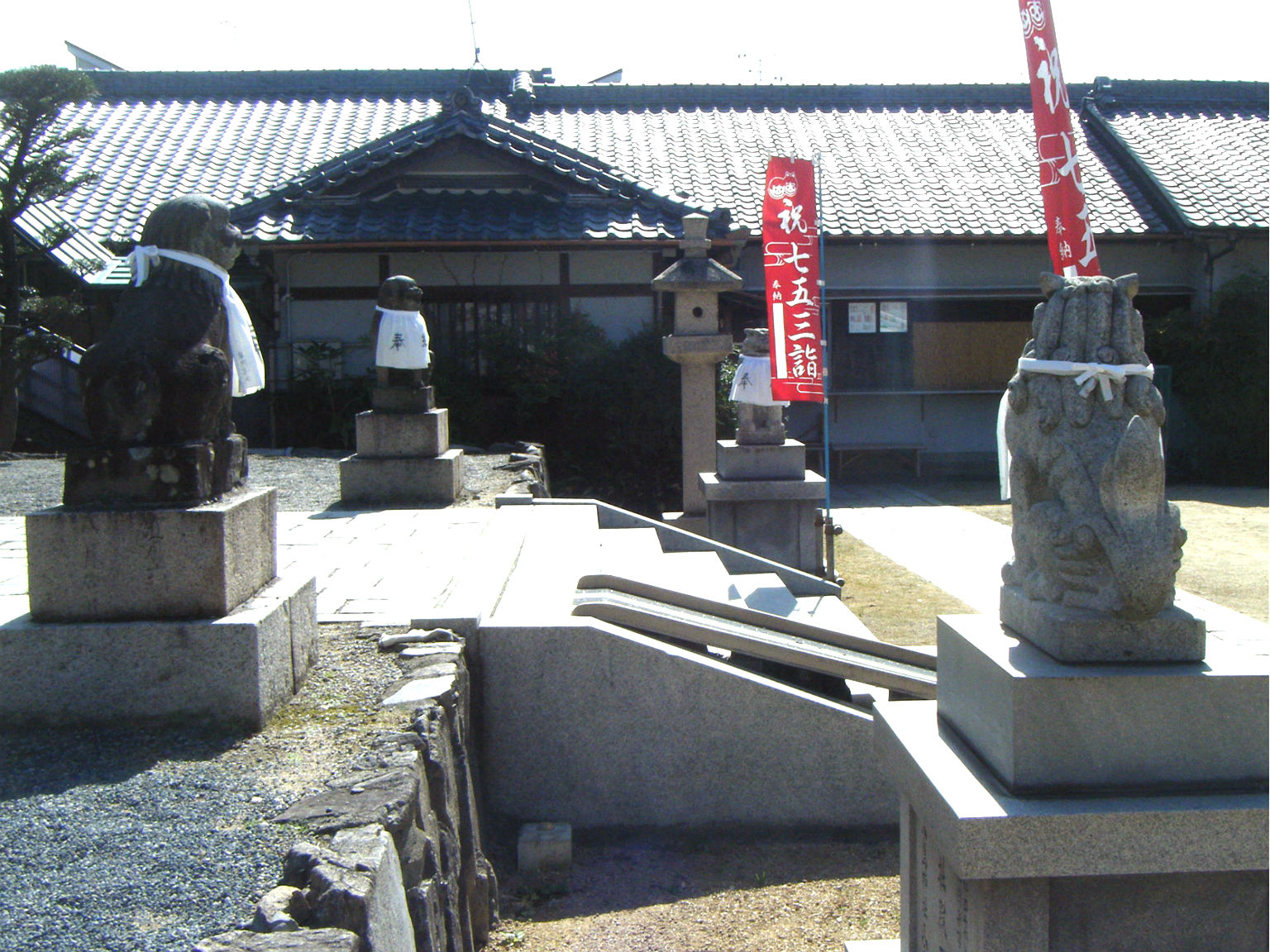
拝殿前に鎮座する新旧・2対の狛犬 奥は社務所。
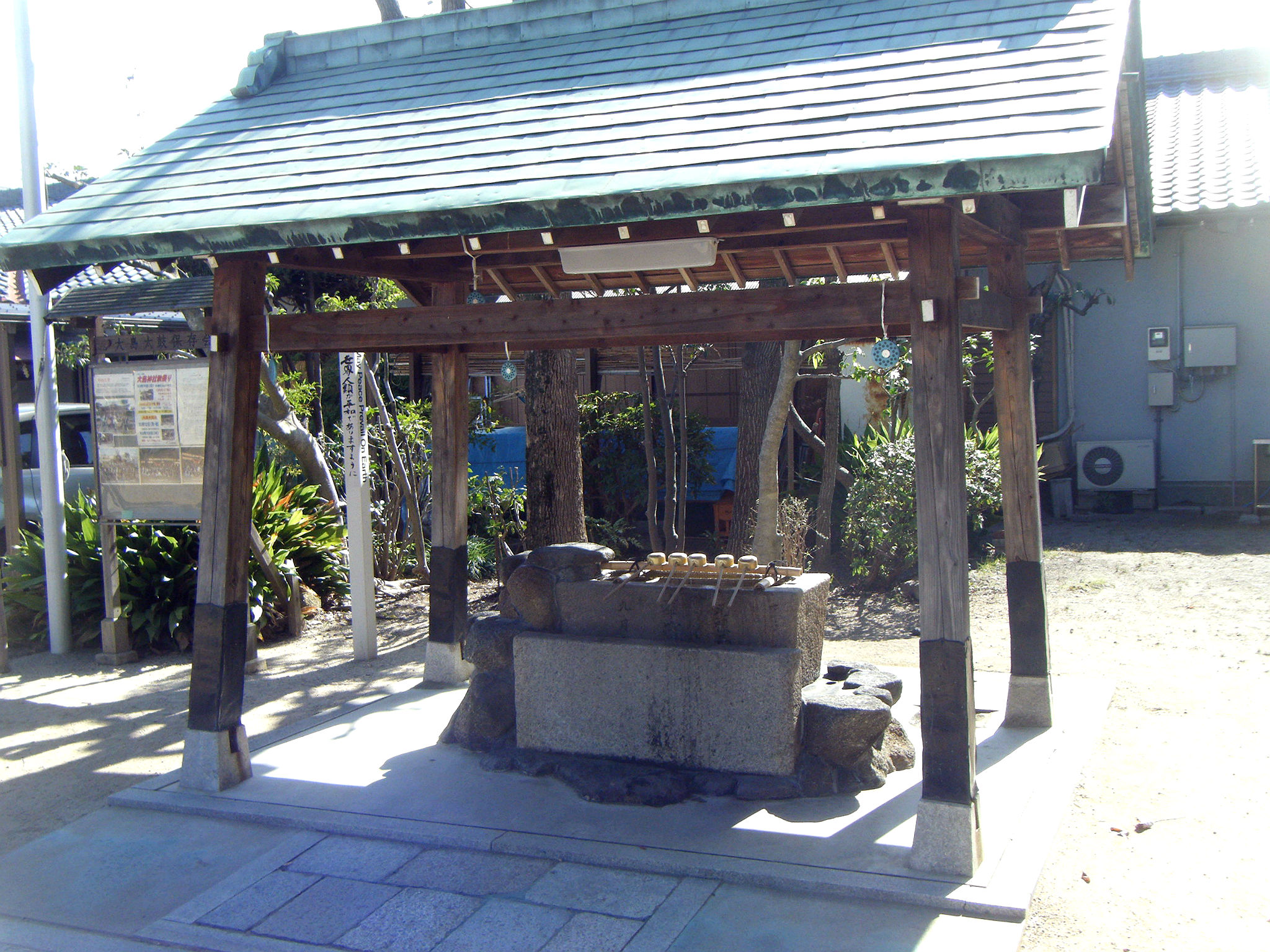
手水舎　水盤は1690年（元禄3年）建立。
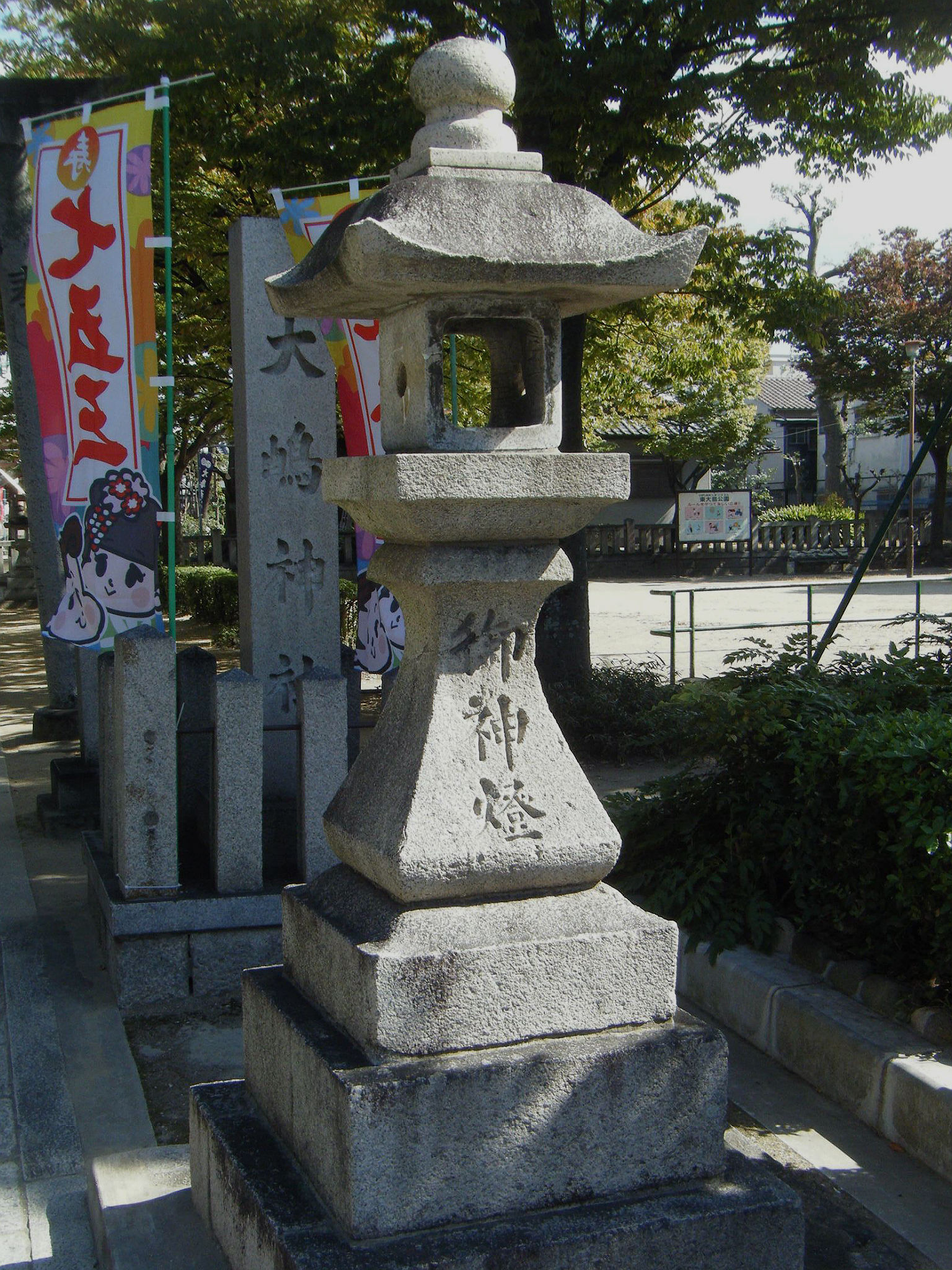
入口・石灯籠　1796年（寛政8年）建立。
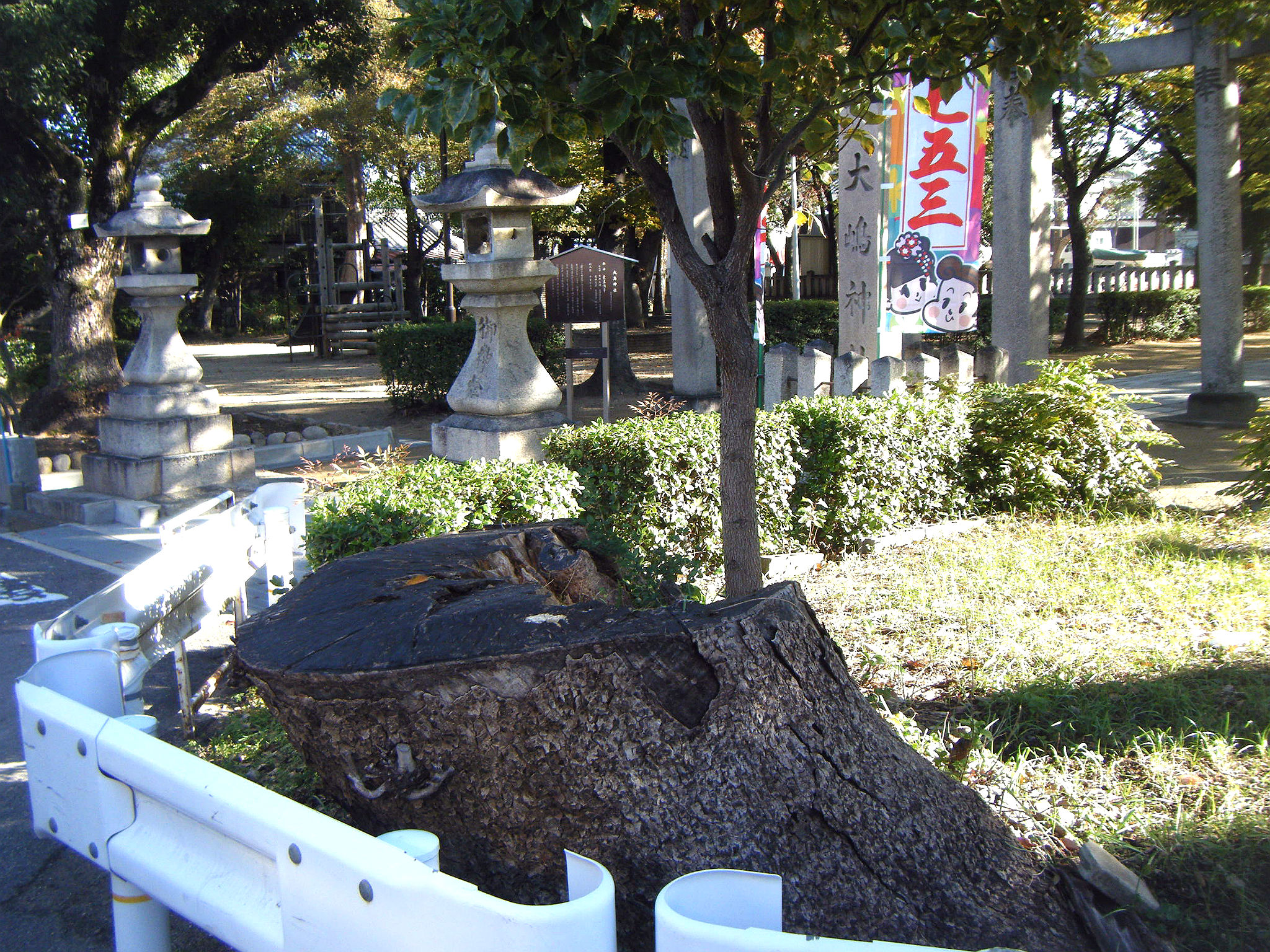
入口前に残る、クスノキの切株

## 交通
- 阪神バス「東大島」バス停下車 北へ徒歩約5分
- 阪神バス（尼崎市内線）「今北」バス停下車 南へ徒歩約5分